# Кастель-де-Кабрес
Кастель-де-Кабрес (валенс. Castell de Cabres, ісп. Castell de Cabres) — муніципалітет в Іспанії, у складі автономної спільноти Валенсія, у провінції Кастельйон. Населення — 16 осіб (2010).

## Географія
Муніципалітет розташований на відстані близько 320 км на схід від Мадрида, 75 км на північ від міста Кастельйон-де-ла-Плана.

## Демографія
Динаміка населення (INE ):

## Галерея зображень

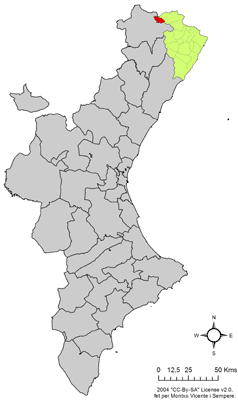
Розташування муніципалітету Кастель-де-Кабрес у автономній спільноті Валенсія
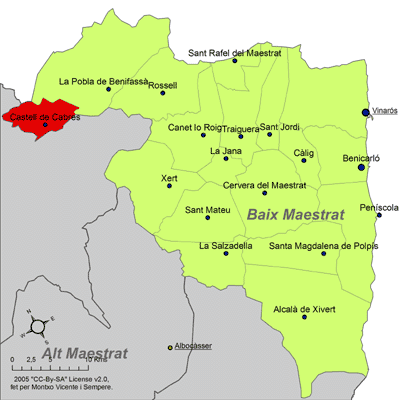
Розташування муніципалітету Кастель-де-Кабрес у комарці Бахо-Маестрасго